# John Hall Wheelock
John Hall Wheelock (9 de setembro de 1886 - 22 de março de 1978) foi um poeta estadunidense.
Recebeu o Prémio Bollingen em 1962.